# Edwynia robusta
Edwynia robusta là một loài ruồi trong họ Tachinidae.